# 빔 더 코닝크
빌럼 알로이스 엘로디 더 코닝크(네덜란드어: Willem Aloïs Elodie De Coninck, 1959년 6월 23일, 오스트-플란데런 주 데인저 ~)는 벨기에의 전직 축구 선수이다.
현역 시절, 그는 바레험, 앤트워프, 헨트, 그리고 안데를레흐트에서 활약했다. 그는 유로 1984에 참가했지만, 현역 시절에 국가대표팀 경기에 1번도 출전하지 못했다.

## 수상
바레험
- 벨기에 컵 준우승: 1981–82
- 벨기에 슈퍼컵: 1982
- UEFA컵 4강: 1985–86
- 투르누아 드 파리: 1985[3]

앤트워프
- 벨기에 컵: 1991–92
- 유러피언 컵위너스컵 준우승: 1992–93